# Adorazione dei pastori (Maestro di Trognano)
L'Adorazione dei pastori è un bassorilievo in legno intagliato, dorato e dipinto del Maestro di Trognano conservato nella sala XX della pinacoteca del Castello Sforzesco milanese; è l'opera che dà nome all'artista.

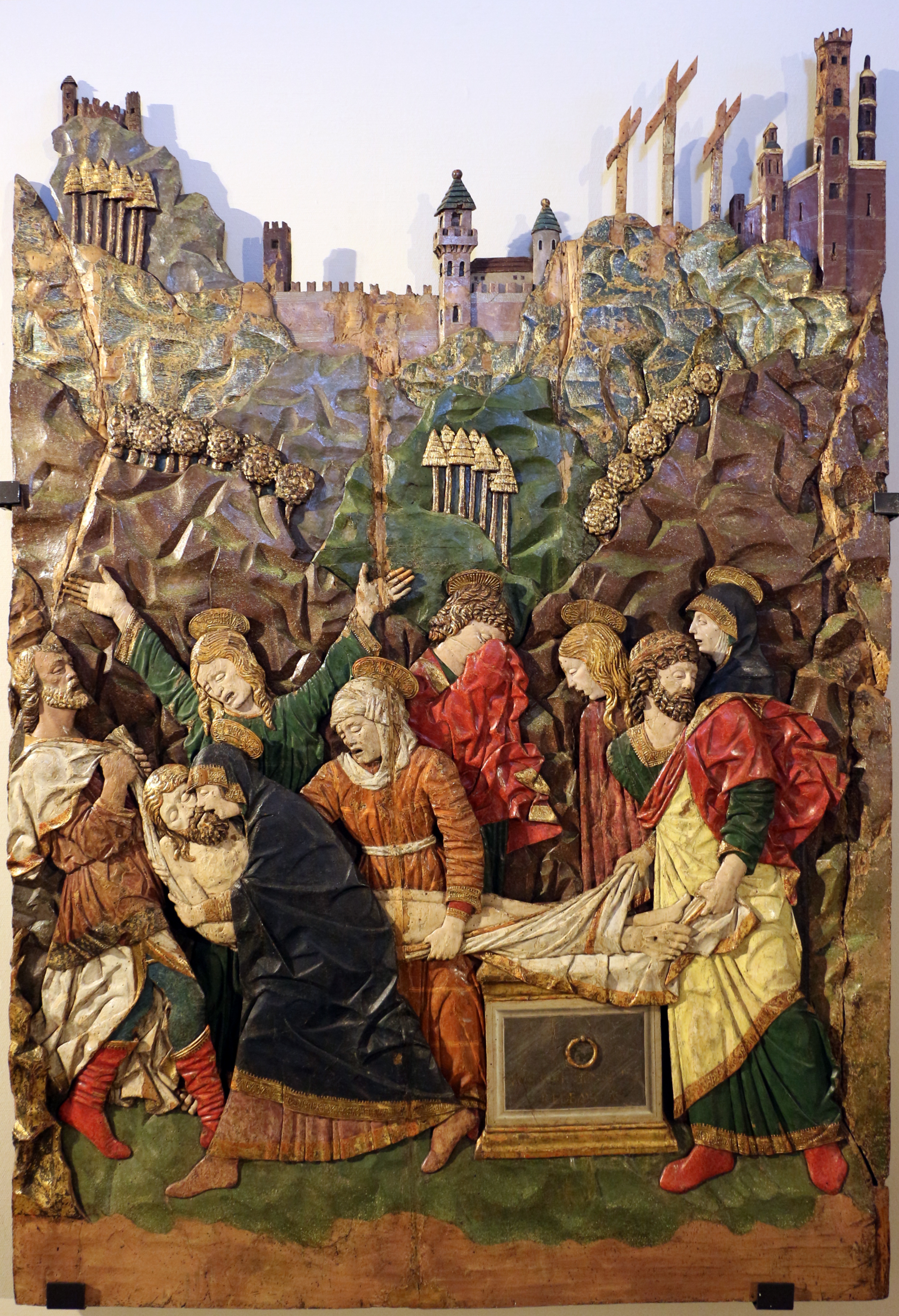
Maestro di Trognano, Deposizione, 1476-1491

## Storia e descrizione
Il bassorilievo in legno di pioppo, di cui non si conosce l'originaria collocazione, è documentato presente nell'oratorio di San Giuseppe di Trognano, frazione di Bascapè in provincia di Pavia. Il bassorilievo, di pregevole qualità artistica, si trovava posto sopra una porta dell'unica navata dell'oratorio, dal 1732 al 1979, ma probabilmente è parte di un altare di cui non rimangono a testimonianza altri frammenti. L'ipotesi che fosse inserito nella cappella dedicata a san Giuseppe non ha nessuna conferma. L'opera fu realizzata tra il 1481 e il 1495, forse per la Certosa di Pavia o per il Sacro Monte di Varallo, ma neppure di questo vi è documentazione. L'importante doratura dell'opera suppone una collocazione di prestigio.
La particolare precisione della scultura lo porta a essere uno dei migliori lavori del rinascimento lombardo del Quattrocento.
Il bassorilievo è ospitato nella raccolta d'arte applicata del castello Sforzesco dal 2004. L'opera è inserita in una cassa lignea probabilmente originale

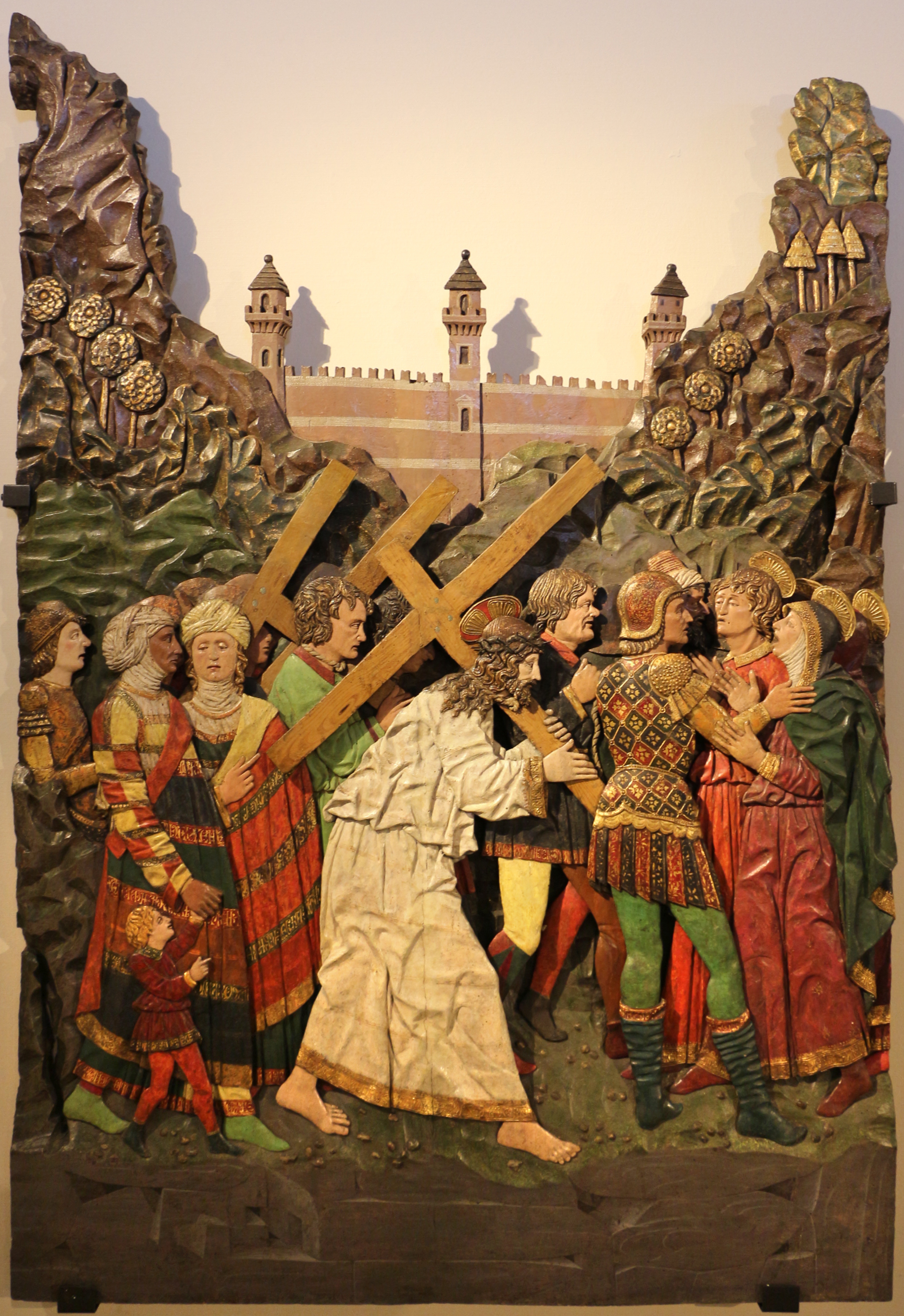
Maestro di Trognano, Andata al calvario, 1476-1491

La cura dei particolari rende il bassorilievo di grande interesse artistico. Il soggetto della natività è raccolto in una struttura molto povera, composta sotto un tetto di paglia raffigurato nei particolari, donandoci la visione di una copertura molto decadente che si regge aggrappata a una struttura muraria quasi fatiscente, che riporta ad architetture bramantesche, avendo assonanze con le Incisione Prevedari. La paglia è talmente scarsa che permettere la visione del telaio ligneo sottostante, particolarità che si propone più volte nell'arte lombarda quattrocentesca.
La scritta “Gloria in excelsis Deo ” è retta da due angeli posti sulla sommità del tetto. La Madonna è l'immagine centrale, inginocchiata e in adorazione del Bambino, che è collocato su un lenzuolo retto da un angelo chino sul bimbo. L'angelo ha una veste candida con doratura. La Vergine tiene le braccia al petto e indossa una veste dorata con un manto azzurro illuminato da doratura, mentre il capo è avvolto in un velo bianco. Tre angeli proteggono il neonato, due in atteggiamento di preghiera e uno nell'atto di suonare uno strumento a corde. A sinistra vi è raffigurata la levatrice che, posta accanto a un fuoco, stende i panni. A destra ci sono tre personaggi: due pastori e san Giuseppe, mentre in lontananza vi sono pecore al pascolo su un paesaggio montano.
L'architettura dell'opera conferisce all'artista un'ottima conoscenza artistico-culturale, avvicinandosi anche alla cultura fiamminga, e ai lavori di Giovanni Pietro e Giovanni Ambrogio De Donati nonché di Bartolomeo da Como, ma non è certo possibile attribuire a questi artisti l'opera.
Del Maestro di Trognano, la pinacoteca nella sala XX ospita anche due rilievi: Andata al Calvario e Deposizione facenti parte dell'Altare del Santuario di Santa Maria del Monte (Varese).